# Pseudolasius breviceps
Pseudolasius breviceps is een mierensoort uit de onderfamilie van de schubmieren (Formicinae). De wetenschappelijke naam van de soort is voor het eerst geldig gepubliceerd in 1887 door Emery.